# Hispa walkeri
Hispa walkeri es una especie de insecto coleóptero de la familia Chrysomelidae, descrita en 1868 por Baly Tennent.